# Tate River
Tate River är ett vattendrag i Australien. Det ligger i delstaten Queensland, omkring 1 500 kilometer nordväst om delstatshuvudstaden Brisbane.
Omgivningarna runt Tate River är huvudsakligen savann. Trakten runt Tate River är nära nog obefolkad, med mindre än två invånare per kvadratkilometer. Genomsnittlig årsnederbörd är 997 millimeter. Den regnigaste månaden är januari, med i genomsnitt 265 mm nederbörd, och den torraste är augusti, med 3 mm nederbörd.